# تپه رضا قشلاقی
تپه رضا قشلاقی مربوط به سدهٔ ۶ تا ۸ ه.ق است و در شهرستان شاهین دژ، بخش کشاورز، روستای رضا قشلاقی واقع شده و این اثر در تاریخ ۱ مهر ۱۳۸۲ با شمارهٔ ثبت ۱۰۳۳۹ به‌عنوان یکی از آثار ملی ایران به ثبت رسیده است.